# Eva Mus
Eva Mus Grande (Valencia, 1940) es una pintora española.

## Formación
Entre 1954 y 1959 realizó sus estudios en la Escuela Superior de Bellas Artes de San Carlos de Valencia, recibiendo así su formación artística. Allí asistió a las clases de Gimeno Baquero y Genaro Lahuerta y fraguó amistad con Rafael Solbes y Juan Antonio Toledo, participando en las tertulias de arte de la época que dieron lugar a la formación de colectivos artísticos como la conocida Estampa Popular, cuya influencia se reflejará en su obra. 
En 1955 realizó un viaje a Italia y en 1959 disfrutó de una beca del Ministerio de Asuntos Exteriores para ampliar sus estudios en el Royal College of Art de Londres, permaneciendo allí hasta 1960. Allí conocerá las principales tendencias de arte abstracto y al pintor David Hockney.

## Trayectoria artística
Tras su regreso a España, realizó una serie de obras en las que el dibujo y la figura sobresalían como características fundamentales y en las que temática social cobraba fuerza. En 1965 contrajo matrimonio con Martí Quinto, uno de los artistas miembros de Estampa Popular, y a partir de entonces y hasta 1976 su trayectoria artística se vio interrumpida por múltiples causas.
Durante la década de los 70, se empezó a notar una ruptura con su trabajo anterior y optó por un realismo con aportaciones surreales desarrollando su serie En torno a la formación de una imagen “ejemplar” y en obras como Maniquí (1974) se centra en trasmitir los recuerdos de su infancia, donde una niña acompañada por la carga metafísica del pasado protagoniza este y la mayoría de sus lienzos de esta época, superando así la ideología, los iconos y los mitos de la dictadura franquista.
A partir de los años 80, partiendo del decorado teatral, realizó un trabajo más directo y gestual, con unos materiales más frágiles (papeles, pigmentos y colas). A lo largo de los años 90 se alternaron la figura, de carácter más intimista, y el paisaje. Sus retratos intemporales, con escenarios interiores con puertas y ventanas ante los que sitúa la figura humana, siguen presentes a lo largo de toda su trayectoria artística y dejan ver la influencia de la cinematografía por su encuadre y tratamiento. En sus paisajes se conjugan gesto y realismo y la geografía urbana y rural, a veces evocada, aparece realizada con tonalidades cálidas y una paleta sumamente comedida.

## Reconocimientos
Su obra ha sido exhibida en galerías españolas y en 2016 el Centre del Carme de Valencia le dedicó una retrospectiva.
Ha formado parte de la muestra A contratemps. Mig segle d’artistes valencianes (1929-1980) que tuvo lugar en el Instituto Valenciano de Arte Moderno en 2018.